# Horvátlövő
Horvátlövő es un pueblo ubicado en el distrito de Szombathely, condado de Vas, Hungría.

## Superficie
Posee una superficie de 6,160 kilómetros cuadrados.

## Demografía
Hasta 2022 la población era de 219 habitantes, con una densidad de población de 35,55 habitantes por kilómetro cuadrado.